# Hôtel de ville de Praia
L'hôtel de ville de Praia (en portugais : Câmara Municipal da Praia) est un édifice à Praia du Cap-Vert.

## Description
L'édifice a été construit en 1858 en bordure de la Praça Alexandre Albuquerque.

## Galerie

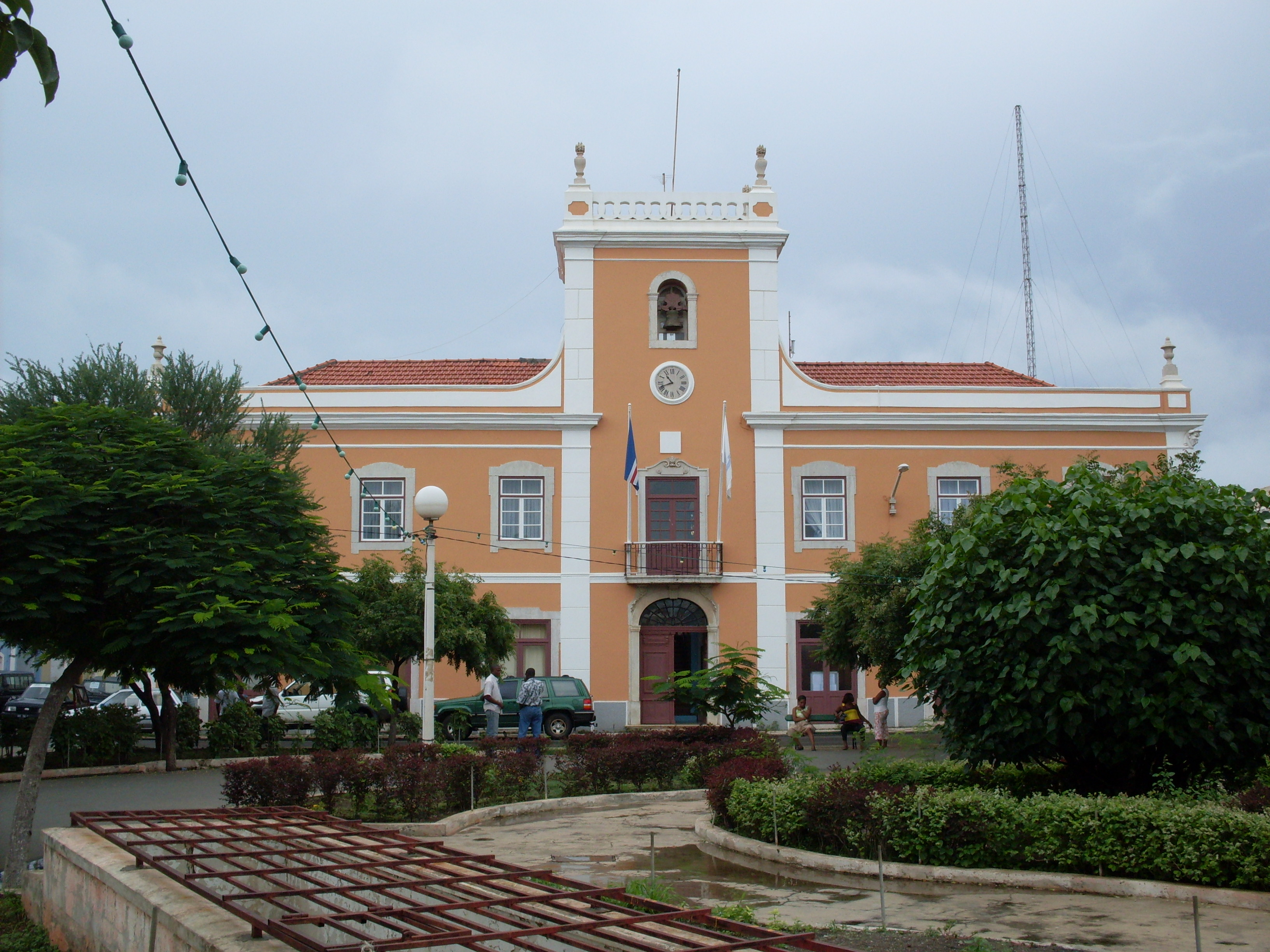
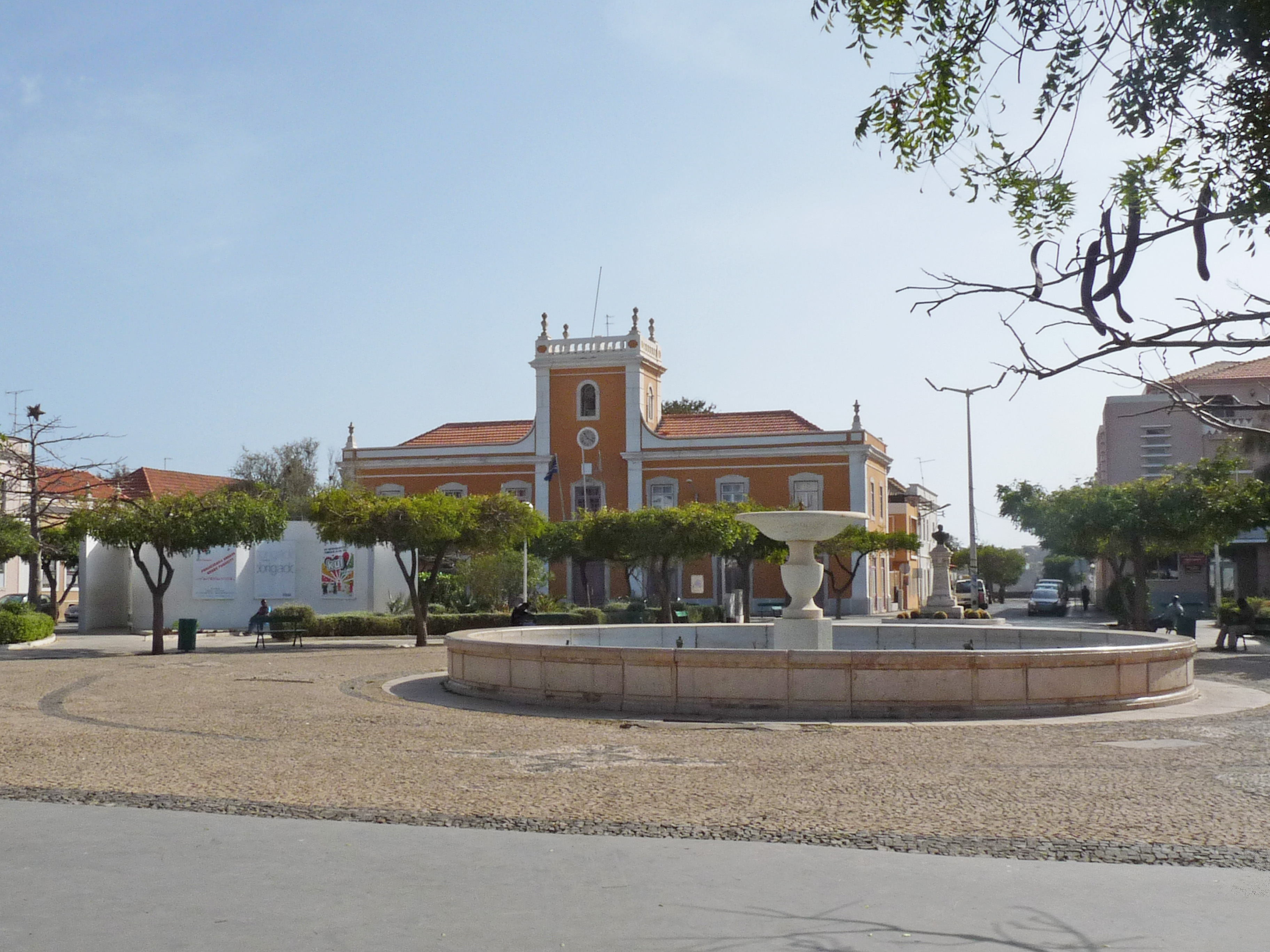
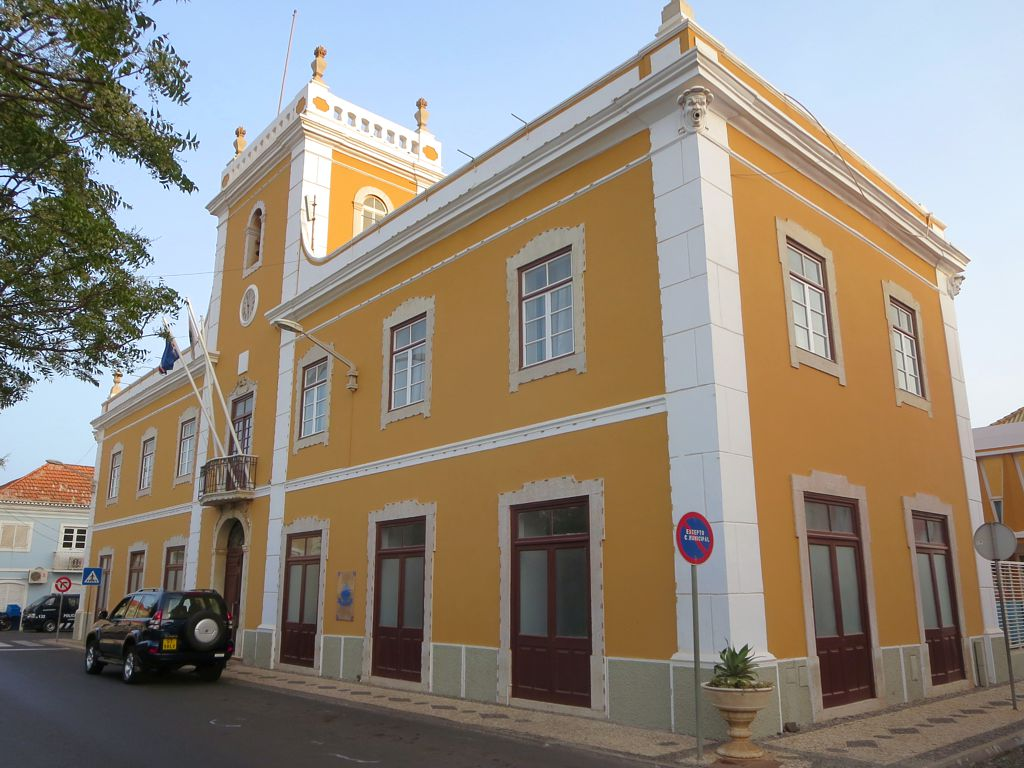